# Szela
Szela (hebr. שֵׁלָה, Šēlā) – postać biblijna ze Starego Testamentu, trzeci syn Judy i jego żony Kananejki Bat-Szuy. Jego historia pojawia się głównie w Księdze Rodzaju (Rdz 38,5-26). Szela narodził się w Kezib. Był młodszym bratem Era oraz Onana, którzy kolejno poślubili Tamar, jednak obaj zginęli bezdzietnie. Po ich bezpotomnej śmierci Juda obiecał swojej owdowiałej synowej, Tamar, że wyda za nią również Szelę, co jednak się nie stało. Od Szela pochodzi ród Szelanitów.